# برندون (فلوریدا)
برندون (به انگلیسی: Brandon) یک منطقهٔ مسکونی در ایالات متحده آمریکا است که در شهرستان هیلزبرو، فلوریدا واقع شده‌است. برندون ۹۰٫۶ کیلومتر مربع مساحت و ۱۰۳٬۴۸۳ نفر جمعیت دارد و ۱۴ متر بالاتر از سطح دریا قرار دارد.